# Miguel Bandarra
Miguel Bandarra Rodrigues (Vila Real de Santo António, 17 gennaio 1996) è un calciatore portoghese, difensore del Belenenses.

## Caratteristiche tecniche
È un terzino destro.

## Carriera
Dopo aver giocato nelle serie inferiori del calcio portoghese, nel 2019 viene acquistato dal Farense, militante in Segunda Liga. Autore di 16 presenze e 2 reti, al termine della stagione centra la promozione in Primeira Liga.
Il 20 settembre 2020 debutta in Primeira Liga giocando il match perso 2-0 contro il Moreirense.

## Statistiche
Statistiche aggiornate all'11 aprile 2021.

### Presenze e reti nei club
| Stagione        | Squadra         | Campionato      | Campionato | Campionato | Coppe nazionali | Coppe nazionali | Coppe nazionali | Coppe continentali | Coppe continentali | Coppe continentali | Altre coppe | Altre coppe | Altre coppe | Totale | Totale | Totale |
| Stagione        | Squadra         | Comp            | Pres       | Reti       | Comp            | Pres            | Reti            | Comp               | Pres               | Reti               | Comp        | Pres        | Reti        | Pres   | Reti   |        |
| --------------- | --------------- | --------------- | ---------- | ---------- | --------------- | --------------- | --------------- | ------------------ | ------------------ | ------------------ | ----------- | ----------- | ----------- | ------ | ------ | ------ |
| 2014-2015       | Lusitano VRSA   | CNS             | 22         | 4          | CP              | 0               | 0               |                    | -                  | -                  |             | -           | -           | 22     | 4      |        |
| 2015-gen. 2016  | Pedras Salgadas | CdP             | 15         | 1          | CP              | 0               | 0               |                    | -                  | -                  |             | -           | -           | 15     | 1      |        |
| gen.-giu. 2016  | Lusitano VRSA   | CdP             | 14         | 3          | CP              | 0               | 0               |                    | -                  | -                  |             | -           | -           | 14     | 3      |        |
| 2016-2017       | Louletano       | CdP             | 29         | 1          | CP              | 0               | 0               |                    | -                  | -                  |             | -           | -           | 29     | 1      |        |
| 2017-2018       | Lusitano VRSA   | CdP             | 26         | 8          | CP              | 0               | 0               |                    | -                  | -                  |             | -           | -           | 26     | 8      |        |
| 2018-2019       | Casa Pia        | CdP             | 38         | 10         | CP              | 1               | 0               |                    | -                  | -                  |             | -           | -           | 39     | 10     |        |
| 2019-2020       | Farense         | LdH             | 16         | 2          | CP+CdL          | 1+1             | 0               |                    | -                  | -                  |             | -           | -           | 18     | 2      |        |
| 2020-2021       | Farense         | PL              | 4          | 0          | CP              | 0               | 0               |                    | -                  | -                  |             | -           | -           | 4      | 0      |        |
| Totale carriera | Totale carriera | Totale carriera | 164        | 29         |                 | 3               | 0               |                    | -                  | -                  |             | -           | -           | 167    | 29     |        |

## Palmarès

### Club

#### Competizioni nazionali
- Campionato portoghese di terza divisione: 1

Casa Pia: 2018-2019